# ویکتوریا دیلرد
 ویکتوریا دیلرد (انگلیسی: Victoria Dillard؛ زادهٔ ۲۰ سپتامبر ۱۹۶۹) یک بازیگر سینما، و هنرپیشه اهل ایالات متحده آمریکا است. وی از سال ۱۹۸۷ میلادی تاکنون مشغول فعالیت بوده‌است.
از فیلم‌ها یا برنامه‌های تلویزیونی که وی در آن نقش داشته است می‌توان به کمانه اشاره کرد.